# Regimentul de Gardă Preobrajenski
Regimentul de Gardă Preobrajenski (în rusă Преображенский лейб-гвардии полк, transliterat: Preobrajenskii leib-gvardii polk) a fost un regiment al Gărzii Imperiale din cadrul Armatei Imperiale Ruse, din 1683 până în 1917.
Regimentul Preobrajenski a fost unul dintre cele mai vechi regimente de infanterie din Rusia imperială, împreună cu Regimentul Semionovski. A servit drept unitate de jandarmerie pentru Cancelaria secretă de stat, prima poliție secretă a Rusiei condusă de prințul Fiodor Romodanovski. Regimentul făcea parte din Brigada 1 a Diviziei 1 Infanterie Gărzi staționată pe Fontanka din Sankt Petersburg. Din nefericire, regimentul a fost desființat cu puțin timp înainte de Revoluția din octombrie 1917 de către ultimul său comandant.
Regimentul Preobrajenski a fost reînființat în anul 2013 ca Regimentul 154 al Comandamentului Independent Preobrajenski, clasificat drept regimentul oficial de pază de onoare al Forțelor Armate Ruse, staționat la Moscova.

## Istorie

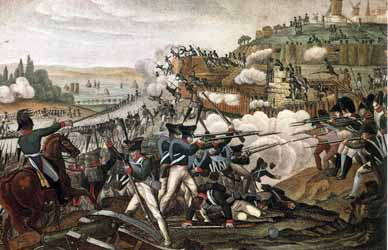
Regimentul Preobrajenski în luptă în bătălia de la Paris, 30 martie 1814, cu Montmartre în fundal

Tânărul țar Petru I al Rusiei (născut în 1672, r. 1682–1725) a dezvoltat regimentul începând cu 1683 pe baza <i id="mwMA">poteshnye voiska</i> („forțele de jucărie”), în timpul jocurilor militare pe care le-a condus în satul Preobrajenskoe (acum un district din Moscova). Compania Preobrajenski a forțelor lui Petru s-a format oficial în 1687, apoi s-a extins pentru a deveni regiment prin anii 1690.  Regimentul Preobrajenski s-a remarcat în timpul Marelui Război Nordic din 1700–1721, Războiului Patriotic din 1812 și Războiului Ruso-Turc din 1877–1878, devenind faimos în Rusia.
Regimentul a funcționat ca gardă de corp a Marii Ducese Ekaterina Alekseevna, precum și principalul susținător al loviturii de stat din 1762, care s-a soldat fără vărsare de sânge, împotriva soțului ei, împăratul Petru al III-lea ; devenind împărăteasa Ecaterina a II-a ( r. 1762–1796 ) a declarat regimentul Preobrajenski ca fiind cel mai înalt în ordinea priorității militare din 14 iulie 1762.
În ciuda istoriei distinse, o parte dintr-un batalion al regimentului s-a revoltat în iunie 1906, într-o perioadă de tulburări generale în Imperiul Rus . Revolta a fost rapid înăbușită iar 190 de soldați au fost condamnați la muncă în batalioane disciplinare. 
Colonelul Alexander Kutepov (mai târziu acesta a devenit general) a fost ultimul comandant din cadrul regimentului în aprilie 1917. Acesta a desființat formația în decembrie 1917, în urma Revoluției din octombrie 1917. În 2013, regimentul s-a reînființat în cadrul Forțelor Armate Ruse sub numele de Regimentul 154 al Comandamentului Independent Preobrajensky .

### Cronologie
- 1683 – Petru cel Mare începe să adune regimentele de jucărie . Inițial, numărul soldaților a fost mai mic de cincizeci.
- 1687 - Regimentele de jucărie devin regimentul Semenovsky și regimentele Preobrazhensky ale armatei regulate.
- 1695 - Regimentul Preobrazhensky (nouă companii) participă la campaniile de la Azov .
- 1696 – Regimentul este împărțit în patru batalioane și două companii separate de bombardieri și grenadieri .
- 1700–1720 - Ia parte la toate bătăliile majore din Marele Război Nordic .
- 1700 - Înainte de bătălia de la Narva este numit oficial regimentul de Gardă Preobrazhensky.
- 1706 – Țarul Petru cel Mare adoptă gradul militar de colonel al regimentului Preobrazhensky.
- 1722 – Ia parte la războiul împotriva Persiei .
- 1722 – Conform Tabelului rangurilor din cadrul armatei ruse, soldații regimentului Preobrazhensky trebuiau să fie considerați cu două grade mai mari decât în unitățile obișnuite.
- 1726 - Compania din Moscova a regimentului Preobrazhensky devine un batalion separat de gardă din Moscova și mai târziu batalionul de gardă Murom .
- 1737–1739 – Război împotriva Imperiului Otoman .
- 1737 – Ia parte la bătălia de la Ochakov .
- 1742 – Război împotriva Suediei .
- 1762 – Pe 17 iulie a fost declarat primul și cel mai înalt în ordinea militară de prioritate în Armata Imperială Rusă și Garda Imperială Rusă .
- 1789–1790 - Război împotriva Suediei .
- 1796 - Batalioanele regimentului Preobrazhensky sunt numite în funcție de șefii lor: batalionul 1 - Majestatea Sa, batalionul 2 - general-locotenent Tatischev, batalionul 3 - general feldmareșal Suvorov, batalionul de grenadieri - general-maior Arakcheev .
- 1805 – Ca parte a Corpului de Gardă al Marelui Duce, batalioanele 1 și 3 pleacă din Sankt Petersburg către Austria pe 22 august; pe 2 decembrie participă la bătălia de la Austerlitz și revine la Sankt Petersburg pe 19 aprilie 1806.
- 1807 – În februarie, Regimentul, format din toate cele 4 batalioane, începe marșul ca parte a Corpului de Gardă al Marelui Duce; la 5 iunie se angajează trupele lui Ney lângă Guttstadt și Altkirchen și la 14 iunie participă la bătălia de la Friedland ; se întoarce la Sankt Petersburg în august.
- 1808 – La 9 septembrie, batalionul 2 al regimentului intră în Corpul generalului-maior Strogonov din Vilmanstrand ( Finlanda ).
- 1809 – Pe 10 martie, fiind parte a Corpului general-locotenent prințul Bagration, își începe marșul către Suedia prin insulele Åland; la 14 martie se luptă cu ariergarda inamicului pe insula Lemland ; pe 17 martie se oprește pe insula Eckerö, cea mai apropiată de țărmul suedez, iar după discuțiile cu Suedia începe să se întoarcă înapoi; se întoarce la Sankt Petersburg în octombrie.

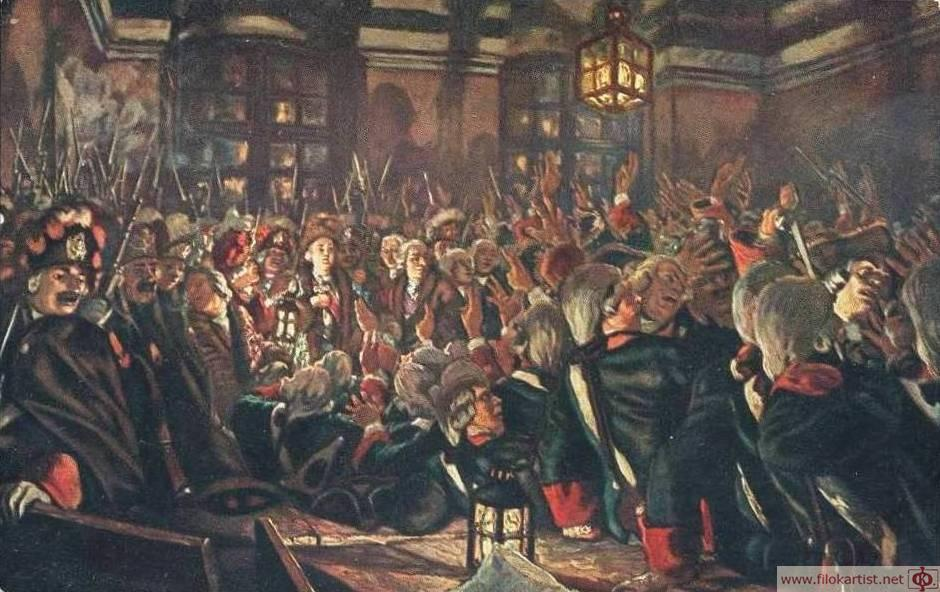
Soldații Regimentului Preobrajenski o proclamă pe Elisabeta împărăteasa Rusiei.

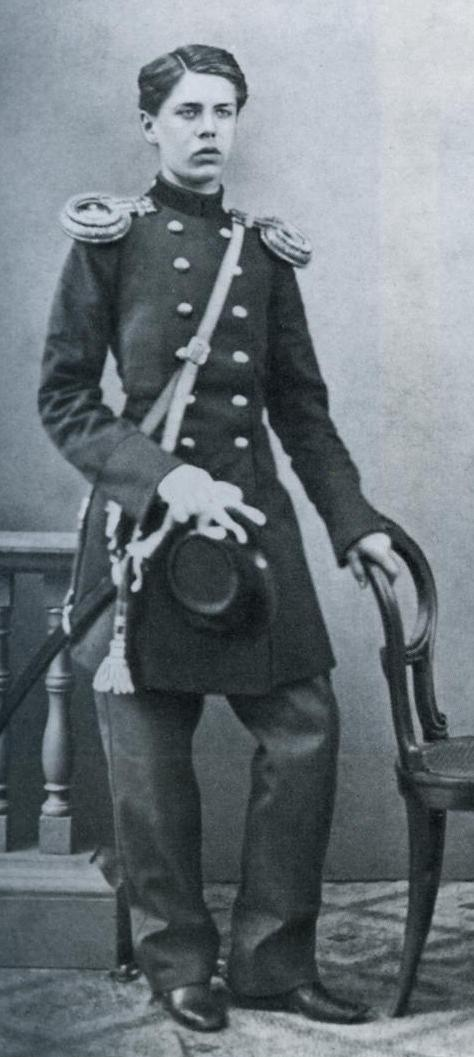
Tânărul Modest Musorgski ca și cadet în Regimentul Preobrajenski al Gărzii Imperiale

- 1811 – Regimentul este transformat în 3 batalioane; fiecare batalion cuprinde acum o companie de grenadieri (plutoane de grenadieri și tirailleurs) și trei companii de pușcași.
- 1812 – Ca parte a Corpului de Gardă al Marelui Duce, regimentul se mută în martie la Vilno, unde se alătură Armatei 1 de Vest din Barclay-de-Tolly ; pe 7 septembrie participă la bătălia de la Borodino . În timpul retragerii franceze de la Moscova, regimentul a fost tot timpul în rezervă și se întoarce la Vilno în decembrie.
- 1813 – Pe 13 ianuarie, Garda traversează râul Nieman în prezența împăratului; pe 2 aprilie participă la marea paradă în prezența împăratului și a regelui Frederic William al III-lea al Prusiei ; la 14 aprilie intră triumfător în Dresda ; pe 2 mai participă la bătălia de la Lutzen ; la 19, 20 și 21 mai regimentul este rezerva centrală sub comanda Marelui Duce în bătălia de la Bautzen ; pe 28 august și 29 august, făcând parte din Divizia 1 Infanterie Gărzi sub comanda generalului Yermolov, se remarcă în bătălia de la Kulm .
- 1814 – La 13 ianuarie, în prezența împăratului Alexandru I, regimentul traversează Rinul la Basel și, ca parte a rezervei armatei principale sub conducerea lui Barklay-de-Tolly, participă la fiecare ofensivă și retragere până la bătălia de la Paris. (30 martie); la 31 martie intră triumfător în capitala Franței; Batalionul 1 al regimentului are bivuacul lângă Palatul Tuileries . După ce a stat la Paris mai mult de două luni, regimentul pleacă în Normandia, se îmbarcă la Cherbourg pe 15 iunie și pe 12 august intră în Sankt Petersburg prin Arcul de Triumf, construit din ordinul împăratului în memoria serviciului excelent al Gărzii din 1812. –1814.
- 1877–1878 - Război împotriva Imperiului Otoman.
- 1906 – Primul batalion este exclus din regiment și deposedat de privilegiile de gardă, în schimb noul prim batalion al regimentului este format din cavaleri ai Ordinului Sfântul Gheorghe și eroi ai războiului ruso-japonez . [2]
- 1914–1917 - A participat la Primul Război Mondial .
- 1917 – Batalioanele de garnizoană au participat la revolta Revoluției din februarie de luni, 12 martie; ducând la abdicarea țarului Nicolae al II-lea . Desființat în decembrie de Alexander Kutepov, ultimul său comandant.
- 2013 - Reînființat ca Regimentul 154 al Comandamentului Independent Preobrajenski.

## Baza recrutării
În secolele al XVIII-lea și al XIX-lea, ofițerii Regimentului Preobrazhensky erau tineri ruși care făceau parte din aristocrația rusă, iar numirea era considerată o dovadă de loialitate față de guvern și țar . Printre membrii săi a fost compozitorul rus Modest Mussorgsky . 
După 1874, soldații obișnuiți ai Regimentului Preobrazhensky erau în principal recruți care își asumau obligația de a servi timp de trei ani în armata activă și cincisprezece ani în rezervă (Opolchaniya). Pentru Regimentul Preobrazhensky, recruții au fost selectați pentru înălțimea și părul echitabil (pentru a oferi un aspect standardizat la paradă).

## Steag
Steagul regimentului era de culoarea Ordinului Sfântului Gheorghe, cu inscripția: „Pentru isprăvile afișate în bătălia de la Kulm 17 august 1813”. (29 august 1813 în calendarul iulian).
Această culoare a fost dată regimentului pentru a-și celebra acțiunea la Kulm, unde regimentul Preobrajenski, depășit numeric, a rezistat atacurilor trupelor franceze.

## Uniforme

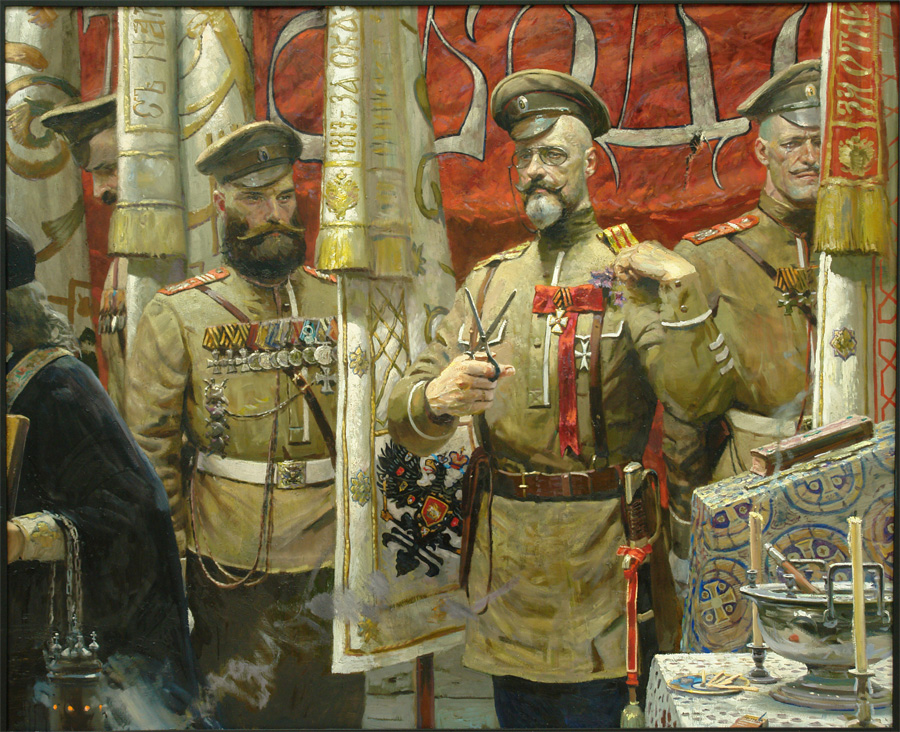
Alexander Kutepov, ultimul comandant al Regimentului Preobrajenski, și-a scos epoleții după ce a auzit despre sfârșitul dinastiei Romanov care a durat 304 ani

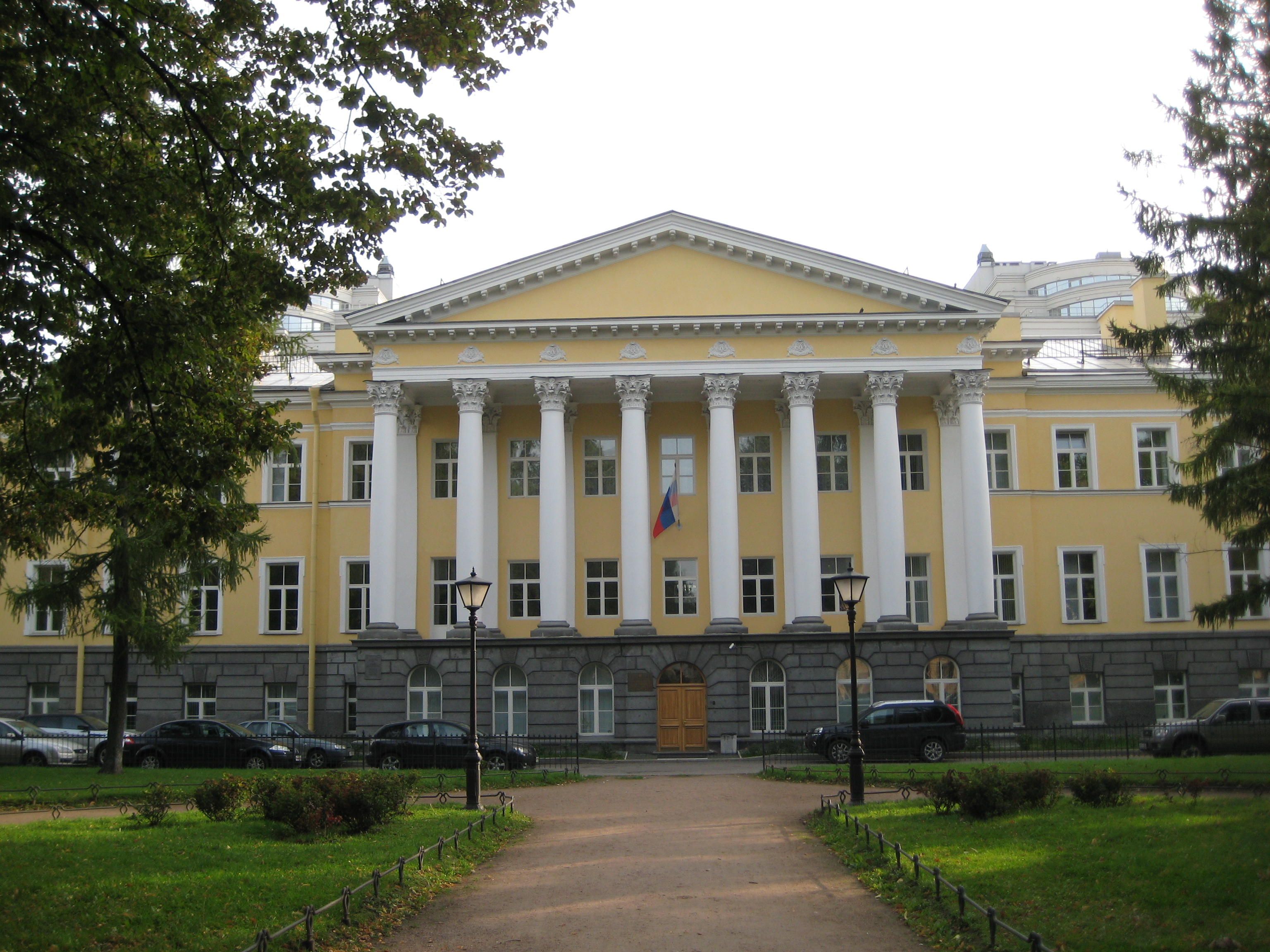
Cazarma Preobrajenski din Sankt Petersburg

De-a lungul istoriei sale, regimentul a purtat uniforma standard a Infanteriei Gărzii Imperiale, care din 1683 până în 1914 a fost predominant de culoare verde închis (în cele din urmă, chiar aproape de negru). Principalele distincții ale Regimentului Preobrajenski erau culorile roșii de pe uniformă (plastron, guler, manșete și bretele) tivite în țevi albe. Pe gulerul tunicii erau purtate modele regimentale distincte de împletitură (litzen), plus monograma țarului pe bretelele soldaților și epoleții ofițerilor.
În urma războiului ruso-turc, regimentului i s-a acordat un mic sul de bronz pentru a fi purtat ca onoare de luptă pe chipiu și alte căptușeli. În 1883, ca recunoaștere a istoriei sale generale distinse, ofițerii regimentului au fost autorizați să poarte un defileu mare de metal inscripționat „1683-1850-1883”. Un al doilea model de gorget, conceput ca imitație a celui purtat în secolul al XVIII-lea, a fost aprobat pentru regiment în 1910.
În timpul Primului Război Mondial, Regimentul Preobrajenski a păstrat distincția marginilor albe pe uniformele de câmp de o culoare gri kaki adoptate în 1909 (vezi ilustrația ultimului comandant și a superiorilor de vizavi).

### Însemne de rang

#### Ofițeri
| Descriere | Grade de ofițeri | Grade de ofițeri  | Grade de ofițeri   | Grade de ofițeri  | Grade de ofițeri  | Grade de ofițeri  | Grade de ofițeri  | Grade de ofițeri  | Grade de ofițeri  |
| Ani       | 1857—1904        | 1857—1904         | 1857—1904          | 1880—1884         | 1857—1904         | 1857—1904         | 1857—1904         | 1857—1904         |                   |
| Epoleți   |                  |                   |                    |                   |                   |                   |                   |                   |                   |
| --------- | ---------------- | ----------------- | ------------------ | ----------------- | ----------------- | ----------------- | ----------------- | ----------------- | ----------------- |
| Epoleți   |                  |                   |                    |                   |                   |                   |                   |                   |                   |
| Ani       | 1857—1917        | 1904—1917         | 1904—1917          | 1904—1917         | 1904—1917         | 1904—1917         | 1904—1917         | 1904—1917         |                   |
| Epoleți   |                  |                   |                    |                   |                   |                   |                   |                   |                   |
|           |                  |                   |                    |                   |                   |                   |                   |                   |                   |
| Descriere | Insignie de grad | Insignie de grad  | Insignie de grad   | Insignie de grad  | Insignie de grad  | Insignie de grad  | Insignie de grad  | Insignie de grad  | Insignie de grad  |
| Epoleți   |                  |                   |                    |                   |                   |                   |                   |                   |                   |
|           |                  |                   |                    |                   |                   |                   |                   |                   |                   |
| Grad      | General-maior    | Colonel           | Locotenent colonel | Maior             | Căpitan           | Căpitan adjunct   | Locotenent        | Sublocotenent     | Adjutant          |
| Tip       | Generali         | Ofițeri superiori | Ofițeri superiori  | Ofițeri superiori | Ofițeri inferiori | Ofițeri inferiori | Ofițeri inferiori | Ofițeri inferiori | Ofițeri inferiori |

#### Înrolați și subofițeri
| Descriere | Însemne de rang pentru 1907—1917 | Însemne de rang pentru 1907—1917 | Însemne de rang pentru 1907—1917 | Însemne de rang pentru 1907—1917 | Însemne de rang pentru 1907—1917 | Însemne de rang pentru 1907—1917 | Însemne de rang pentru 1907—1917 |
| Umeri     |                                  |                                  |                                  |                                  |                                  |                                  |                                  |
| --------- | -------------------------------- | -------------------------------- | -------------------------------- | -------------------------------- | -------------------------------- | -------------------------------- | -------------------------------- |
| Umeri     |                                  |                                  |                                  |                                  |                                  |                                  |                                  |
| Descriere | Însemne de rang pentru 1894—1917 | Însemne de rang pentru 1894—1917 | Însemne de rang pentru 1894—1917 | Însemne de rang pentru 1894—1917 | Însemne de rang pentru 1894—1917 | Însemne de rang pentru 1894—1917 | Însemne de rang pentru 1894—1917 |
| Umeri     |                                  |                                  |                                  |                                  |                                  |                                  |                                  |
|           |                                  |                                  |                                  |                                  |                                  |                                  |                                  |
| Ranguri   | Adjudant clasa întâi             | Adjutant clasa a II-a            | Feldwebel                        | Senior unteroffizier             | Junior unteroffizier             | Caporal                          | Soldat                           |
| Tip       | subofițerii                      | subofițerii                      | subofițerii                      | subofițerii                      | subofițerii                      | Înrolat                          | Înrolat                          |

## Marinarii Preobrajenski
O caracteristică neobișnuită a Regimentului Preobrajenski a fost că includea un mic detașament de marinari din Marina Rusă cu intenția de a comemora o perioadă din timpul domniei lui Petru cel Mare, când regimentul a slujit la bordul navei ca pușcași de marină temporară; această unitate a furnizat vâslași pentru membrii Familiei Imperiale atunci când se îmbarca pe nave ceremoniale pe Neva. Marinarii din acel detașament purtau uniforme navale, care se distingeau prin dungi portocalii pe guler.

## Marșul Preobrajenski

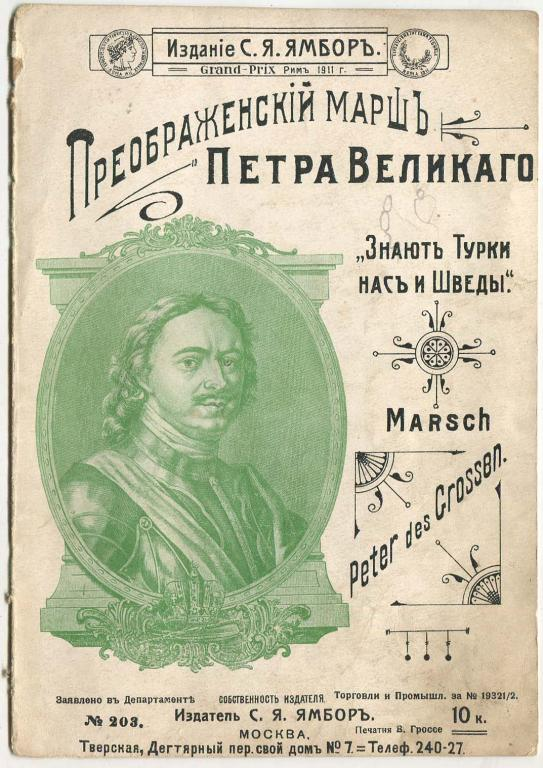
Marșul Preobrajenski al lui Petru cel Mare, 1911

„Marșul Regimentului Preobrajenski” (în rusă Марш Лейб-гвардии Преображенского полка) este unul dintre cele mai cunoscute marșuri militare rusești. A fost folosit ca imn național neoficial în epoca imperială. Marșul a fost adesea folosit în Rusia modernă, putând fi ascultat la parada anuală a Zilei Victoriei pentru inspecția trupelor.
Înainte de Primul Război Mondial, a fost folosit ca marș de prezentare în mai multe formațiuni militare din Prusia. Din 1964 a fost folosit ca marș lent al Marinei Regale Britanice. 
Pentru marș sunt cunoscute mai multe tipuri de versuri.

## Oameni de seamă care au servit în Regimentul Preobrajenski
- Abram Petrovici Gannibal (1696–1781)
- Gavrila Derjavin (1743–1816)
- Modest Musorgski (1839–1881)
- Alexander Kutepov (1882–1930)